# Chór Tęcza
Chór Tęcza – chór mieszany powstały w 1922 roku w Zakrzewie z inicjatywy księdza dr. Bolesława Domańskiego.

## Historia
Chór Tęcza podobnie jak inne chóry wielkopolskie odegrał istotną rolę w utrzymaniu polskiej kultury na terenach administracyjnie należących do Niemiec. Po wojnie chór Tęcza znalazł się na terytorium Polski. 

## Dyrygenci
Chórem dyrygowali kolejno:
- L. Malczewski
- Henryk Glier
- Edmund Splitt
- Jan Chudzik
- Stanisław Kolanko
- Józef Jaster
- Maria Kaaz Rożeńska

## Ważniejsze wydarzenia
- 1936 – nagroda Światowego Związku Polaków dla zasłużonych chórów polonijnych w Niemczech
- 1937 – pierwszy występ przed mikrofonami Polskiego Radia w Bydgoszczy

## Muzycy związani z chórem
- Jan Szopiński (kompozytor)
- Zbigniew Kozub (kompozytor)